# Andalucía directo
Andalucía Directo és un programa que emeten Canal Sur 1 i Canal Sur Andalucía, de dilluns a divendres, entre les 18.00 i les 19.45 en directe.

## Escaleta
La branca temàtica d'Andalusia Directe, es basa fonamentalment en l'actualitat, amb un format de reportatges i connexions en directe a diferents punts de la geografia andalusa. A partir d'aquesta, es tracten temes que van des de l'interès social o humà, passant per la crònica de successos i curiositats, fins al meteorològic, gastronòmic, folklòric i cultural.

## Història
El programa es va crear el 5 de gener de 1998, amb un programa especial, amb motiu de la "Cavalcada dels reis mags" i el dia 12 d'aquest mateix mes sota una nova fórmula, sense precedents en la televisió andalusa, per a tractar l'actualitat informativa des de les diferents províncies amb connexions en directe i des de llavors no ha deixat d'emetre's diàriament i és a més el programa diari amb més emissions de la televisió a Espanya, amb més de 5.000 programes a la seva esquena i en antiguitat només és superat en 11 mesos per Saber y ganar.

### 1a etapa • (1998-2001) - El punt de partida
El creador de l'espai és el veterà periodista José Antonio Gurriarán, artífex també de l'extinta cadena Canal 2 Andalucía o Canal Sur 2, amb la direcció d'Enrique Álvarez, coordinació d'Angustías Rodríguez i edició de Rafael Cremades i Mariló Montero. La durada del programa en aquesta època és de 19.00 a 20.30 de la tarda.
En la primera època va ser presentat per Mariló Montero; que substituïa Rafael Cremades. També formaven part d'aquest equip les periodistes Angustías García i Carmen Cano.
En aquesta primera etapa el programa es dona a conèixer pels espectadors, recull una bona audiència i l'espai destaca per la seva proximitat amb els espectadors andalusos, gràcies a la variada temàtica amb que emet cada dia, amb especials amb motiu d'alguna data assenyalada. El 2000 fou guardonat amb l'Antena de Oro 2000.

### 2a etapa • (2001-2010) - La consolidació
En maig de 2001, la direcció canvia de mans. El periodista andalús, José Manuel Lupiáñez, és el nou director, amb Ángela Izquierdo en la subdirecció des de 2002 i Salvador Gutiérrez en l'edició des de novembre de 2005. L'equip directiu es manté estable fins a febrer de 2008, data en què Miguel Ángel Cortés, es converteix en el nou director del programa fins a febrer de 2009, quan la periodista María Teresa Sánchez pren les regnes del programa fins a febrer de 2010. L'edició és signada per Nuria Tamayo i Salvador Gutiérrez.
La presentació tampoc queda aliena davant els canvis, i Blanca Rodríguez, es converteix en la nova presentadora, lloc que ocupa durant 9 anys, de 2001 a gener de 2010. Ángela Izquierdo- (juny de 2001 a febrer de 2003)-, Miguel Ángel Sánchez, Fernando Díaz de la Guàrdia i Salvador Gutiérrez s'encarreguen de les substitucions.
En aquesta etapa el programa es consolida entre els andalusos com una marca de referència i proximitat i rares vegades és el dia que baixa del 20% de share, formant tàndem amb els programes presentats per Agustín Bravo, Juan y Medio i María del Monte en aquesta etapa del recorregut. En 2006, el programa guaana el premi Iris de la Acadèmia de la Televisió a millor programa autónomico.

### 3a etapa • (2010-present) - Maduresa i noves tecnologies
Modest Barragán, reemplaça María Teresa Sánchez com a directora i a Blanca Rodríguez, presentadora del programa des de febrer de 2010. D'aquest equip formen part Fernando Díaz de la Guardia, Paz Santana i Juan María Jiménez en l'edició. Fernando Díaz de la Guardia i Paz Santana s'encarreguen de les suplències.
Sota la seva batuta, el programa va renovar la seva imatge l'1 de febrer de 2010 i en novembre de 2011 es va obrir al món de les noves tecnologies obrint comptes en les xarxes socials, Twitter i Facebook i obrint una línia telefònica amb els espectadors a part de l'habitual, a través de Whatsapp, perquè els espectadors realitzin les seves queixes, denúncies o peticions.
A més a causa de l'estabilitat a la que contribueix amb les seves dades d'audiència, el programa estrena una edició de cap de setmana, el 4 de desembre de 2011, emetent-se així els dissabtes i diumenges, sota la direcció de Nuria Tamayo i la presentació de Fernando Díaz de la Guardia i Carolina Martín. Aquesta versió del programa sol duraria fins a estiu de 2012. En aquestes dates el nombre de reporters del programa es va veure reduït a causa de les retallades pressupostàries.
El programa, porta 20 anys en la graella de Canal Sur superant ja les 5.000 emissions, és el segon programa diari de televisi amb més emissions a Espanya, després de Corazón de Televisión Española i Saber y Ganar de Jordi Hurtado.
Coincidint amb el seu vintè aniversari s'instaura, el Premi Andalusia Directe de Reporterisme Premio Andalucía Directo de Reporterismo  Arxivat 2018-10-23 a Wayback Machine..
El 25 de gener de 2018, es va publicar el llibre ADisfrutarlo emet el primer cupó dedicat a un programa de televisió i s'inaugura un parc biosaludable amb nom d' Andalucía Directo en la localitat d'Almeria de Laujar de Andarax.